# 雲城街道
雲城街道（うんじょうがいどう）は、広州市白雲区の街道。現行行政地名は雲城街道蕭崗南社区、雲城街道蕭崗北社区などの社区8個がある。面積は3.56 km²。2018年末までの戸籍人口は5.17人。

## 地理
広州市白雲区の南部に位置している。

## 行政区画
8社区を管轄する。
| 番号 | 社区名       | 番号 | 社区名       |
| ---- | ------------ | ---- | ------------ |
| 01   | 蕭崗南社区   | 06   | 蕭崗花園社区 |
| 02   | 蕭崗北社区   | 07   | 明珠社区     |
| 03   | 斉富社区     | 08   | 連元橋社区   |
| 04   | 蕭崗得朋社区 | 08   | 蕭崗東安社区 |

## 施設

### 交通
・地下鉄の駅：